# Exetastes demerus
Exetastes demerus là một loài tò vò trong họ Ichneumonidae.